# عبد الرزاق الحلبي
عبد الرزاق الحلبي هو الشيخ المقرئ عبد الرزاق بن محمد حسن بن رشيد بن حَسَن بن أحمد الحَلَبي أصلاً وشُهرةً، الدِّمشقي الحَنَفي. عالم أهل الشام

## وِلادتُه ونشأتُه ووفاته
وُلِد بدمشق في شعبان سنة 1343 هـ - 1925 م، ونشأ بين أَبَوَين صالحين، فوالده طالبُ علمٍ جَمَعَ بين التِّجارة وحُضور مجالس العلماء، ووالدته هي السيدة وسيلة ابنة مفتي الشام العلامة الشيخ محمد عطا الله الكسم.
تُوفي والده سنة 1352هـ فَنَشَأَ يتيماً في تربيةِ وتوجيهِ عمِّه الشيخ محمد عيد الحلبي، فَدَخَلَ الابتدائية في مدرسة الرَّشيد بدمشق سنة 1352هـ - 1933م، وتَخَرَّج منها سنة 1357هـ - 1938م. دَخَل بعدَها التجهيزَ فمَكَث فيها نحو سنتين، ثم ترك الدراسة والتحق بالعَمَل في صنعة النسيج.

## شيوخه في تحصيل العلوم
تَعَرَّف على العلاَّمة الشيخ محمد صالح الفرفور، فبدأ بِملازمة حَلَقاتِه منذ ناهز البلوغ سنة 1358 هـ - 1939م، وبقي مُلازماً له إلى وفاته سنة 1407 هـ - 1986م.
لازَمَه في حَلَقَاته في المسجد الأموي، وفي المدرسة الفتحية، وفي منزله، وفي سائر نشاطاته التدريسية، وهو شيخ تحصيله وتخريجه، قرأ عليه جُلَّ العُلُوم الشرعية والعربية قراءةَ بحثٍ وتحقيق ومُدارسةٍ وإتقان، وأسَّس معه ومع نُخبةٍ من تلاميذ الشيخ وتُجَّار دمشق الأبرار جمعيةَ الفتح الإسلامي، ثم معهد الفتح الإسلامي، وَرَافقه طَوال مسيرته العلمية والتربوية، وكان -مع زُملائه في الطَّلب- ساعِدَه الأيمنَ في إدارة معهده وجمعيته ونهضته، وأجازه إجازةً عامةً بالمعقول والمنقول.
أما القرآن الكريم وعُلُوم القراءات، فأخذها عن الشيخ محمود فايز الديرعطاني، والشيخ الدكتور محمد سعيد الحلواني والشيخ حسين خطاب. وذلك أنه بدأ بحفظ الشاطبية على الشيخ محمود فايز الديرعطاني، ثم تُوفي فأتمها على الدكتور سعيد الحلواني، وحفظ عليه الدرة أيضاً، وقرأ عليه عدة ختمات بالروايات المتنوعة إفراداً، ثم بدأ عليه بالجمع الكبير، فتُوفي، فتحوَّل بعده إلى الشيخ حسين خطاب، فقرأ عليه خَتماً كاملاً بالقراءات العَشر، وأتمَّ عليه في شهر ربيع الثاني سنة 1391ه، وأجازه أن يَقرأ ويُقرِئ بشرطِه المعتَبر عند أهل العلم.

## شيوخه في الإجازة
حصل الشيخ على عددٍ من الإجازات سوى ما ذُكر. فأجازه العلامة الشيخ محمد أبو اليسر عابدين مفتي الشام، والمحدث الشيخ عبد الله الهرري، والعلامة الشيخ محمد العربي العزوزي أمين الفتوى ببيروت، كَتَب له الإجازة بخطِّه على غلاف ثبته المطبوع (إتحاف ذوي العناية) وذلك في أواخر رمضان سنة 1374ه.
وأجازه العالم الشيخ أحمد بن محمد القاسمي بإجازته من الشيخ محمد عطاء الله الكسم، كما أجازه الشيخ ملا رمضان البوطي. وتبادل الإجازة مع الشيخ محمد ديب الكلاس والشيخ محمد بن عَلَوي المالكي.
والتقى في الحجاز بعددٍ من مشاهير عُلمائه، منهم: الشيخ محمد إبراهيم الفضلي الختني، وأهداه عدداً من الكُتُب والرسائل بطريق المناولة الحديثية، منها رسالة «نشر الغوالي من الأسانيد العَوَالي» ورسالة «الإسعاد بالإسناد»، كلاهما للشيخ محمد عبد الباقي الأنصاري اللكنوي ثم المدني.

## عنايته بالتعليم والإرشاد
قضى الشيخ جميع عُمُره في التدريس وإقراء الكُتُب ليلاً ونهاراً، لا يَكلُّ ولا يَمَلُّ، فأقرأ العَشَرات من الكُتُب الأمهات في مُختلف العُلوم.
بدأ الدرس الأول سنة 1368ه-1949م تحت قُبَّة النَّسر في الجامع الأُموي، حيث ألقَى دَرسَاً عاماً حَضَره تشجيعاً العلامةُ الشيخ محمد هاشم الخطيب.
وكان أكثر تدريسه في المسجد الأموي، أقرأ فيه بعد الفجر، وبين المغرب والعِشاء، في كل يومٍ أكثر من ستين سنة، كما درَّس في مساجد أُخرى كالباذرائية، ومسجد القطاط، ومسجد فتحي القلانِسي في القيمرية، ومسجد الياغوشية في الشاغور، وغيرها من المساجد، بالإضافة إلى تدريسه في معهد الفتح الإسلامي منذ تأسيسه.
أما الكُتُب التي أقرأها خلال مسيرته العِلمية فهي كثيرة، وكان يهتم في إقرائه للكُتُب بأمورٍ هامة:
أولها: يختار الكُتُبَ الأمهات، ولا سيما المطوَّلات منها في مختلف العُلُوم.
ثانيها: يقرأ هذه الكُتُب بطريقة السَّرد بحيث يقف عند المُشكِلات، ولا يُسهِبُ في شرحِ ما سِواها.
ثالثها: يحرِصُ على المواظبة وإتمام الكتاب إلى آخره ضمن برنامجه المُحدَّد له.
رابعها: يُعيدُ قراءة الكُتُب الهامة مرَّتين أو ثلاثاً أو أكثر.
فمن الكُتُب التي أقرأها: تفسير النسفي، والخازن، والقُرطبي، والإتقان في عُلوم القرآن.
الكُتُب الستة في الحديث، وموطَّأ مالك، وشرح النووي على مُسلم، وبذل المجهود شرح سنن أبي داود، وجامع الأصول. مراقي الفلاح، وحاشية الطحطاوي، والاختيار، وحاشية ابن عابدين، والهدية العلائية، وكشف الحقائق شرح كنز الدقائق، والأشباه والنظائر لابن نُجيم، والهداية للمرغيناني. شرح قَطرِ الندى، وشرح شُذُور الذهب، ومغني اللبيب، وشرح ابن عقيل في النحو. الشفا للقاضي عِياض، وإحياء عُلُوم الدين، والرِّسالة القُشيرية، وصفة الصفوة، ونوادر الأصول، وشرح عين العِلم وزينِ الحِلم.
وغيرها من الكُتُب في مختلف العُلُوم.

## إقراؤه للقرآن الكريم
تصدَّر الشيخ للإقراء، فَحَفِظَ القرآنَ عليه مئاتٌ من طلبة العلم، ونالوا منه الإجازة برواية حفص عن عاصم، ولا يُمكن إحصاؤهم لكثرتهم.
أما الذين جَمَعوا عليه القراءات العَشر وأتمُّوها فهم: إحسان السيد حسن، محمد بدر الدين الأغواني، غسان الهبا، أحمد الخُجا، زياد الحوراني، رِفعت علي أديب، محمد صادقة، ماهر الهندي. وبدأ غيرُهم بالجَمع ولم يُتمِّوا.
أما الوقت الذي يُقرئ فيه الشيخ فغالب يومه، بعد صلاة الفجر، ومن فترة الضُّحى إلى ما بعد العِشاء، لا يردُّ قارئاً، ولا يكلُّ ولا يَمَلّ.
وفي سنة 1427ه اختير الشيخ مع مجموعةٍ من كِبَار المُقرِئين في دمشق للتكريم من قِبَل وزارة الأوقاف ومركز زيد بن ثابت لخدمة الأنشطة القرآنية.
وكان تكريمُه في حَفلٍ رسميٍّ في مُدرَّج جامعة دمشق، وحفلٍ آخرَ شعبيٍ في جامع الشيخ عبد الكريم الرِّفاعي بدمشق يومي 13/14/آذار/2006م.

## جهوده في رعاية جمعية الفتح الإسلامي ومعهدها الشرعي
الشيخ هو اليد اليمنى للشيخ محمد صالح الفرفور في تأسيس الجمعيَّة ونشاطاتها مع زميلة الشيخ رمزي البزم، فكان لهما مع الشيخ نشاطات واسعة في جباية أموالها في الداخل والخارج، وفي رعايتها ومتابعة مسؤولياتها والإشراف عليها.
وكذلك كان له اليد الطولى في تأسيس المعهد وفي إدارته، والتدريس فيه منذ تأسيسه، بل قبل ذلك حينما كانت النهضة عبارة عن حلقات في المساجد.
ولمَّا توفي الشيخ محمد صالح الفرفور تولى بعده رئاسة الجمعية، واتفقت كلمة تلاميذ الشيخ وأبنائه على أنه خليفة الشيخ وأمينه على نهضته والمرجع الأول في الشؤون الإدارية الهامة، وفي الشؤون العلمية، ولا زال حتى الآن يرعى هذا المعهد بعطفه وغيرته وتوجيهاته.

## تَضلُّعُهُ بالعُلُوم
الشيخ عالمٌ مُتمكِّنٌ في جميع العلوم الشرعية والعربية، واسع الاطِّلاع، قوي الحافظة، حادُّ الذاكرة، يستحضر الكثير من المتون وعبارات العلماء، ويستشهد بها عند الحاجة إليها وكأنَّه يقرؤها من الكتاب.
يُحبُّ الاطِّلاع على معارف عصره، فقد تعلَّم اللغتين الفرنسية والتركية، وكان يتحدث بهما مع الطلاب أحياناً.
وهو إلى ذلك مُولَعٌ بالقراءة والمطالعة كُلَّما سَنَحَت له الفرصة، ولمَّا تقدَّمت به السِّنُّ صار يُكلِّف مَن حولَه بأن يَقرأ له.

## تلاميذه
تلاميذه الذين تخرجوا عليه، أو حضروا دروسه لا يُحصَوْن كثرةً، فكل من تخرَّج في معهد الفتح الإسلامي منذ تأسيسه حتى الآن هم من تلاميذه، والكثيرون من طُلاب الحلقات قبل تأسيس المعهد وبعده، في مختلف المساجد التي درَّس فيها ولاسيما في المسجد الأموي.
وأما الذي حَصَلوا منه على الإجازة العلمية العامة فهم أيضاً كثيرون، منهم المدرّسون للعلوم الشرعية والعربية في معهد الفتح الإسلامي وأجازهم جميعاً بإجازته المطبوعة سنة 1423ه. منهم الشيخ خالد الخرسة

## وظائفه التي تقلَّدها
أولاً: وظيفة الإمامة والخَطابة في عددٍ من مساجد دمشق، ففي سنة 1364هـ-1945م وُجِّهت إليه وظيفة الخطابة في المدرسة الفتحية (جامع فتحي) وكالةً ثم أصالةً سنة 1367ه-1947م.
وفي عام 1376ه-1956م كُلِّف بوظيفة الخطابة في جامع الجوزة وَكَآلةً.
وفي سنة 1390هـ-1970م نُقِل من وظيفة إمامة جامع القطاط الموكلة إليه سابقاً، إلى إمامة المِحراب الحنفي في المسجد الأموي.
وأخيراً تولَّى الخطابة في جامع بلال الحبشي.
ثانياً: وظيفة التدريس الديني في دار الفتوى.
ثالثاً: وظيفة إدارة المسجد الأموي منذ 1400هـ-1980م.
رابعاً: سُمِّيَ شيخَ الجامع الأموي بقرارٍ من وزير الأوقاف عام 2005م.
خامساً: عضوية جمعية الفتح الإسلامي منذ تأسيسها سنة 1375هـ-1956م. ثم نائباً للرئيس ثم رئيساً لها سنة 1986م، بالإضافة إلى إدارة معهدها منذ تأسيسه إلى سنة 1984.
سادساً: رئاسة جمعية النداء الخيري في القيمرية.
سابعاً: كما حضر الكثير من المؤتمرات في العديد من البلدان الإسلامية وغيرها.

## صِفاتُه الخُلُقية وهمَّتُه في العِبادة
الشيخ من العُلماء الكُمَّل المخلِصين جمع صفات الرِّجال الكِبار من الهمة العالية في الطاعة والعبادة والعِلم والتعليم، مع حُسن الأخلاق وطيب العِشرة، والتواضع والزهد في الدنيا، والكَرَم والجود، يبذل الصدقات ويقضي حوائج الناس، ملتزمٌ بالسنة المطهَّرة، يُحبُّه كلُّ من حوله، ويهابه كلُّ من يراه، يحفظ وقته كلَّه بين الطاعة والعبادة والعلم والتعليم والإقراء، مواظبٌ على برنامجه اليومي منذ نشأته، لا يخرمُه لا يبدِّله، يُحافظ على صلاة الجماعة في المسجد الأموي بلا انقطاعٍ إلا في مَرَضٍ أو سَفر، مواظبٌ على الحجِّ في كلِّ عام منذ سنة 1370هـ تقريباً، فزادت حِجاته على خمسين حجةً، كان في الكثير منها مُشرفاً على البِعثة السُّورية.

## وفاته
تُوفي  قبيل فجر يوم السبت 12 ربيع الأول 1433 هـ الموافق 4 فبراير 2012م عن عمر ناهز سبعًا وثمانين عامًا. وصلى عليه جمهور كبير من العلماء وطلبة العلم عقب صلاة الظهر في جامع الثناء في حي العدوي بدمشق جوار بيته،  وكان من بين المشيعين رفيقه وصديقه شيخ قراء بلاد الشام العلامة محمد كريم راجح، الذي ذكر بعض مناقب الشيخ الحلبي بالقول: «رافقتُ الشيخ السنين طويلة جدًّا. وأستطيع أن أقول لكم إن علماءنا عرفوا فضل الشيخ الحلبي وهو ما يزال شابًّا يطلب العلم، وأذكر مرات عديدة أن الشيخ حسن حبنكة الميداني والذي كان شيخ الشام في عصره كان يطلب رأي طالبه عبد الرزاق الحلبي، عندما ترِدُه مسائل تخص المذهب الحنفي، وكان من أدب الشيخ عبد الرزاق أن يقول له: «كيف أفتي بحضرتك يا سيدي»، فيقول له الشيخ حبنكة: «أحب أن أستأنس برأيك» فيقوم الشيخ الحلبي بإحضار الكتب التي تحتوي الفتوى ويفتحها بحضرة الشيخ حبنكة ويقرأ العبارة المطلوبة.»، ودُفِن في مقبرة الدحداح.

## طالع أيضًا
- أبو اليسر عابدين
- علي الجفري
- محمد سعيد رمضان البوطي
- محيي الدين كردي
- بدر الدين الحسني